# CSU Suceava
CSU Suceava (Clubul Sportiv Universitar din Suceava) este o echipă de handbal din municipiul Suceava, România. Cea mai mare performanță a echipei este accederea în finala Cupei Challenge, pierdută în fața echipei CS UCM Reșița. În competițiile interne, CSU Suceava a câștigat medalia de bronz în Liga Națională, în sezonul 2010-2011, și s-a clasat pe locul III în Cupa României, în sezonul 2022-2023. 

## Lotul de jucători 2025-2026

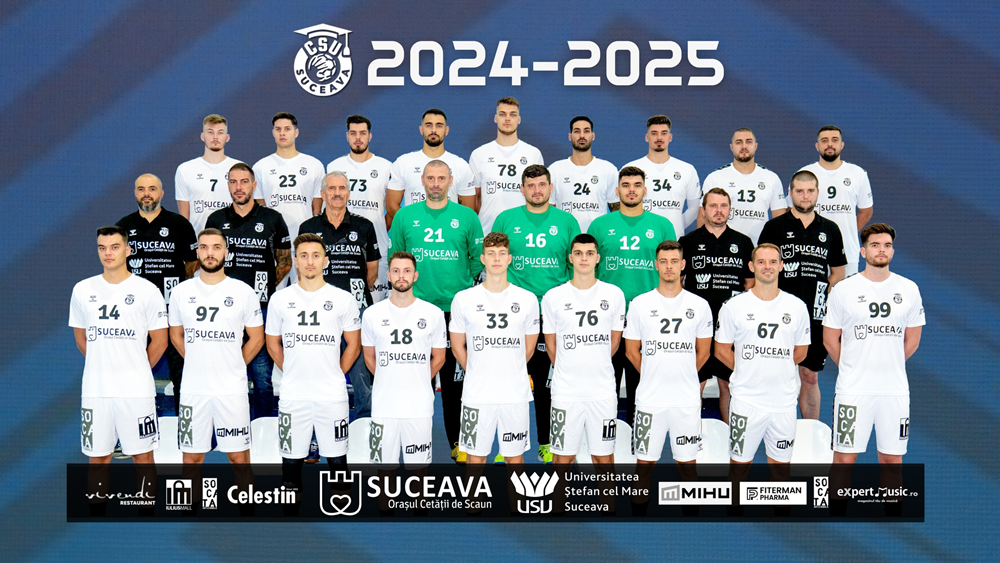
Lotul echipei de handbal CSU Suceava pentru sezonul 2024-2025

| Prenume Nume         | Nr. | Post            |
| Florin SÎRGHIE       | 1   | portar          |
| Sergiu MAKARIA       | 4   | extremă stânga  |
| Emanuel ȘERBAN       | 5   | pivot           |
| Adrian TÎRZIORU      | 9   | inter stânga    |
| Claudiu LAZURCĂ      | 11  | centru          |
| Dragoș PODOVEI       | 12  | portar          |
| Leonard ȘTEFAN       | 13  | pivot           |
| Cătălin ZARIȚCHI     | 14  | extremă stânga  |
| Răzvan RÎPĂ          | 16  | portar          |
| Teodor ILUCĂ         | 17  | extremă stânga  |
| George ȘELARU        | 21  | portar          |
| Sorin GRIGORE        | 23  | extremă dreapta |
| Eduard RUSU          | 25  | extremă dreapta |
| Cosmin LUPU          | 27  | extremă dreapta |
| Codrin RADU          | 33  | inter dreapta   |
| Alexandru BOLOGA     | 34  | pivot           |
| Andrei BRUJ          | 36  | pivot           |
| Răzvan GAVRILOAIA    | 67  | extremă dreapta |
| Eduard IORDACHI      | 73  | inter dreapta   |
| Bogdan NICULAIE      | 76  | centru          |
| Alexandru FOCȘĂNEANU | 78  | pivot           |
| Botond BALAZS        | 97  | centru          |
| Codrin DASCĂLU       | 99  | inter stânga    |

## Lotul de jucători 2024-2025
| Prenume Nume         | Nr. | Post            |
| Alexandru REUȚ       | 7   | inter stânga    |
| Adrian TÎRZIORU      | 9   | inter stânga    |
| Claudiu LAZURCĂ      | 11  | centru          |
| Dragoș PODOVEI       | 12  | portar          |
| Leonard ȘTEFAN       | 13  | pivot           |
| Cătălin ZARIȚCHI     | 14  | extremă stânga  |
| Darius MAKARIA       | 16  | portar          |
| Vencel CSOG          | 18  | extremă stânga  |
| George ȘELARU        | 21  | portar          |
| Sorin GRIGORE        | 23  | extremă dreapta |
| Amin YOUSEFINEZAD    | 24  | inter stânga    |
| Cosmin LUPU          | 27  | extremă dreapta |
| Codrin RADU          | 33  | inter dreapta   |
| Alexandru BOLOGA     | 34  | pivot           |
| Andrei BRUJ          | 36  | pivot           |
| Răzvan GAVRILOAIA    | 67  | extremă dreapta |
| Eduard IORDACHI      | 73  | inter dreapta   |
| Bogdan NICULAIE      | 76  | centru          |
| Alexandru FOCȘĂNEANU | 78  | pivot           |
| Botond BALAZS        | 97  | centru          |
| Codrin DASCĂLU       | 99  | inter stânga    |

## Lotul de jucători 2023-2024

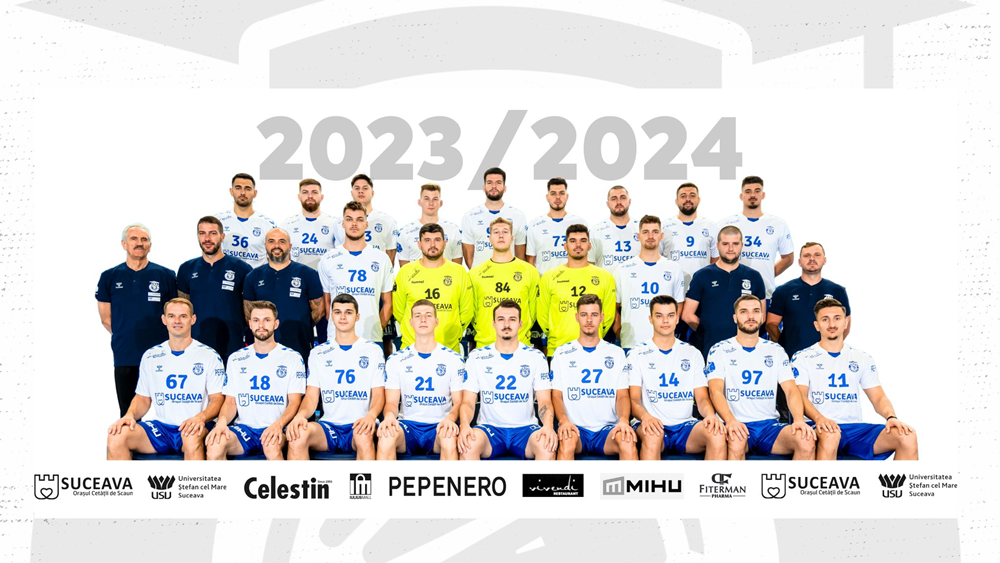
Lotul echipei de handbal CSU Suceava pentru sezonul 2023-2024

| Prenume Nume         | Nr. | Post            |
| Iulian ROȘU          | 4   | extremă stânga  |
| Alexandru REUȚ       | 7   | inter stânga    |
| Adrian TÎRZIORU      | 9   | inter stânga    |
| Claudiu LĂZURCĂ      | 11  | centru          |
| Dragoș PODOVEI       | 12  | portar          |
| Leonard ȘTEFAN       | 13  | pivot           |
| Cătălin ZARIȚCHI     | 14  | extremă stânga  |
| Darius MAKARIA       | 16  | portar          |
| Vencel CSOG          | 18  | extremă stânga  |
| Codrin RADU          | 21  | inter dreapta   |
| Albert VIZITIU       | 22  | extremă dreapta |
| Sorin GRIGORE        | 23  | extremă dreapta |
| Pavel LOIC           | 24  | inter stânga    |
| Cosmin LUPU          | 27  | extremă dreapta |
| Alexandru BOLOGA     | 34  | pivot           |
| Andrei BRUJ          | 36  | inter stânga    |
| Răzvan GAVRILOAIA    | 67  | extremă dreapta |
| Eduard IORDACHI      | 73  | inter dreapta   |
| Bogdan NICULAIE      | 76  | centru          |
| Alexandru FOCȘĂNEANU | 78  | pivot           |
| Bogdan MĂNESCU       | 79  | inter dreapta   |
| Mihai MERLĂ          | 84  | portar          |
| Botond BALAZS        | 97  | centru          |
| Alex DASCĂLU         | 99  | inter stânga    |